# Clara Mae
Clara Hagman (née le 9 juillet 1991 à Gävle), connue professionnellement sous le nom de Clara Mae, est une chanteuse et compositrice suédoise actuellement signée chez Big Beat et Atlantic Records. Elle a sorti deux singles de labels majeurs, I'm Not Her et I Forgot. De 2009 à 2012, Clara Mae était membre du groupe suédois Ace of Base. En 2016, elle a participé et co-écrit la chanson de KREAM, Taped Up Heart, qui a culminé à la 21e place du palmarès Billboard Hot Dance / Electronic Songs.

## Jeunesse
Clara Mae est née le 9 juillet 1991 à Gävle, en Suède,. En 2002, elle a participé au concours d'écriture de chansons Lilla Melodifestivalen, interprétant une chanson originale, Hej, vem är du, et se classant quatrième. Elle a également étudié le chant, le jazz et le piano pendant trois ans. Elle a déménagé à Stockholm pour poursuivre une carrière dans la musique.

## Carrière
Au début de sa carrière, Clara Mae a travaillé avec les producteurs David Guetta et Tiësto. En 2008, elle a participé au programme de concours de chant Next Star où elle a interprété "I Will Always Love You" de Whitney Houston et s'est classée deuxième. L'année suivante, elle participe à un autre programme de concours de chant, Idol 2009. Elle a interprété Warwick Avenue de Duffy pour son audition et Release Me de Oh Laura pendant la demi-finale, mais n'a pas réussi à se qualifier pour la finale.
En 2014, elle a officiellement adopté «Clara Mae» comme nom de scène et a sorti sa première chanson en tant qu'artiste solo, «Changing Faces». Elle utilisait son nom de naissance, Clara Hagman, avant cela.
En 2015, elle a co-écrit et a été présentée sur la chanson de KREAM, Taped Up Heart, qui allait atteindre la 21e place dans le Billboard Hot Dance / Electronic Songs et la 70e place dans la Sverigetopplistan. Elle a également fourni des chœurs à Gabriela Gunčíková, qui a représenté la République tchèque au Concours Eurovision de la chanson 2016 avec la chanson I Stand. Clara Mae a signé chez Big Beat Records en 2017. Son deuxième single sur Big Beat, I Forgot, est sorti en mars 2018.